# Ochrona dóbr osobistych
Dobra osobiste mogą być naruszane przez osoby trzecie bezprawnie, ale są przypadki, kiedy dobra te są naruszane zgodnie z prawem np.: zgoda pacjenta na przeprowadzenie operacji (pacjent wyraża tu zgodę na naruszenie swej nietykalności). Należy pamiętać, że zgoda na naruszenie dóbr osobistych ma charakter odwołalny, tzn. że pacjent przed rozpoczęciem operacji ma prawo wycofać się od uprzednio wyrażonej zgody na operację. Zatem naruszenie dóbr osobistych łączy się z pojęciem domniemania bezprawności.

## Środki ochrony dóbr osobistych
1. Żądanie zaniechania działania mogącego doprowadzić do naruszenia dóbr osobistych (art. 24 § 1 k.c.).
2. Żądanie naprawienia skutków naruszenia dóbr osobistych poprzez:
  - złożenie oświadczenia o określonej treści i w określonej formie (art. 24 § 1 k.c.),
  - żądanie odszkodowania w formie pieniężnej (art. 24 § 2 k.c.),
  - żądanie pieniędzy, ale z zamiarem przeznaczenia na jakiś cel społeczny np.: Czerwony Krzyż. Zadośćuczynienie to zapłata określonej sumy pieniężnej tytułem krzywdy (art. 448 w zw. z 24 § 1 k.c.).
3. Żądanie opublikowania sprostowania lub odpowiedzi prasowej na stwierdzenie zagrażające dobrom osobistym (art. 31a ustawy z dnia 26 stycznia 1984 r. Prawo prasowe (Dz.U. z 2018 r. poz. 1914)).

Roszczenie o zaniechanie naruszenia dóbr osobistych i usunięcie skutków naruszenia jako roszczenie niemajątkowe nie ulega przedawnieniu.